# Rodna
Rodna (deutsch Altrodenau, ungarisch Óradna) ist eine Gemeinde im Kreis Bistrița-Năsăud in Rumänien.

## Lage
Rodna liegt im Norden Siebenbürgens im Rodnaer Gebirge am Fluss Großer Somesch. Etwa 30 km östlich befindet sich der 1271 m hohe Rotunda-Pass, der das Rodna- vom Suhard-Gebirge trennt.

## Geschichte
Am 31. März 1241 wurde die von Siebenbürger Sachsen gegründete bewohnte Stadt von Mongolen während ihrer Invasion im Königreich Ungarn geplündert und zerstört, die Bevölkerung verschleppt. Danach wurde der Ort wieder aufgebaut und vorwiegend von Ungarn, Rumänen und Juden bewohnt.

## Bevölkerung
Die Bevölkerung in der Gemeinde bezeichnet sich in der überwiegenden Mehrheit als Rumänen. Bei der Volkszählung von 2002 bekannten sich von den damals 6313 Einwohnern 5628 zur rumänischen, 582 zur ungarischen, 8 zur deutschen, 1 zur ukrainischen, 1 zur serbischen, 2 zur slowakischen, 2 zur polnischen und 1 zur armenischen Nationalität. 88 bezeichneten sich als Roma.

## Verkehr
Durch Rodna verläuft die Nationalstraße DN 17D. Am westlichen Ortseingang befindet sich der Bahnhof. Dort endet die Bahnstrecke Beclean pe Someș–Rodna Veche.

## Sehenswürdigkeiten
- Die Kirchenruine Rodna

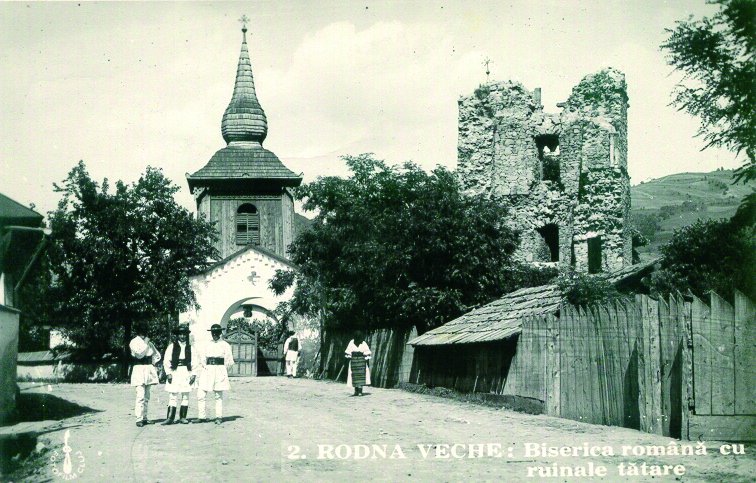
Blick auf die alte rum. Kirche und Ruine der Basilika
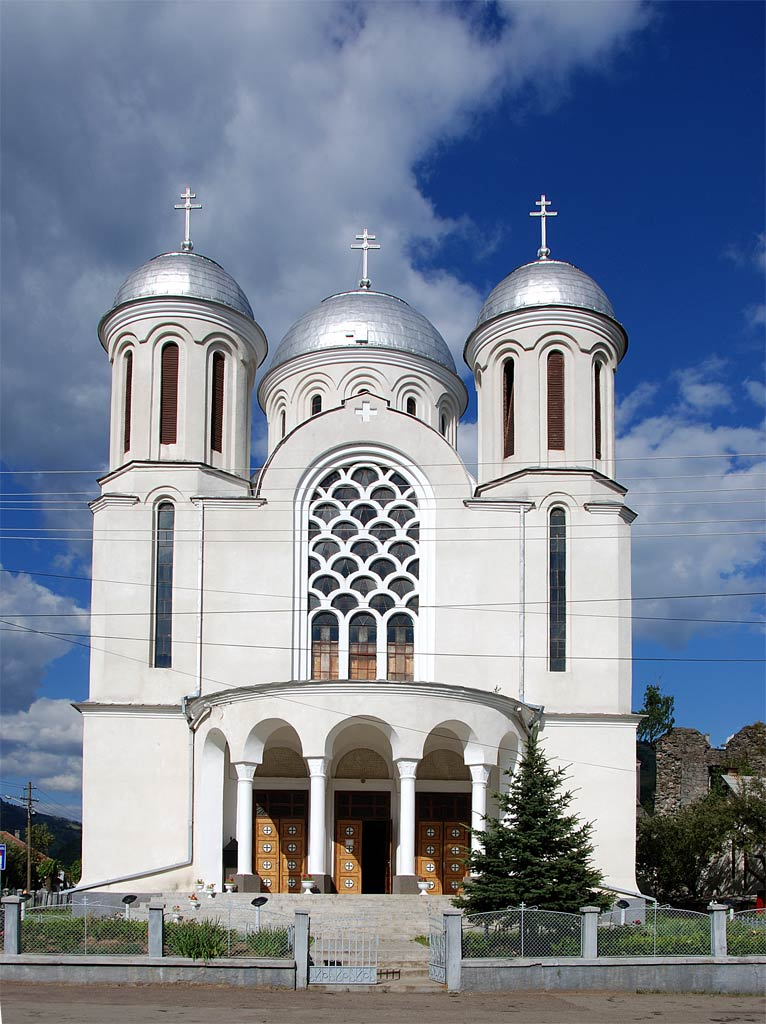
Neue rumänische Kirche, 1965 eingeweiht
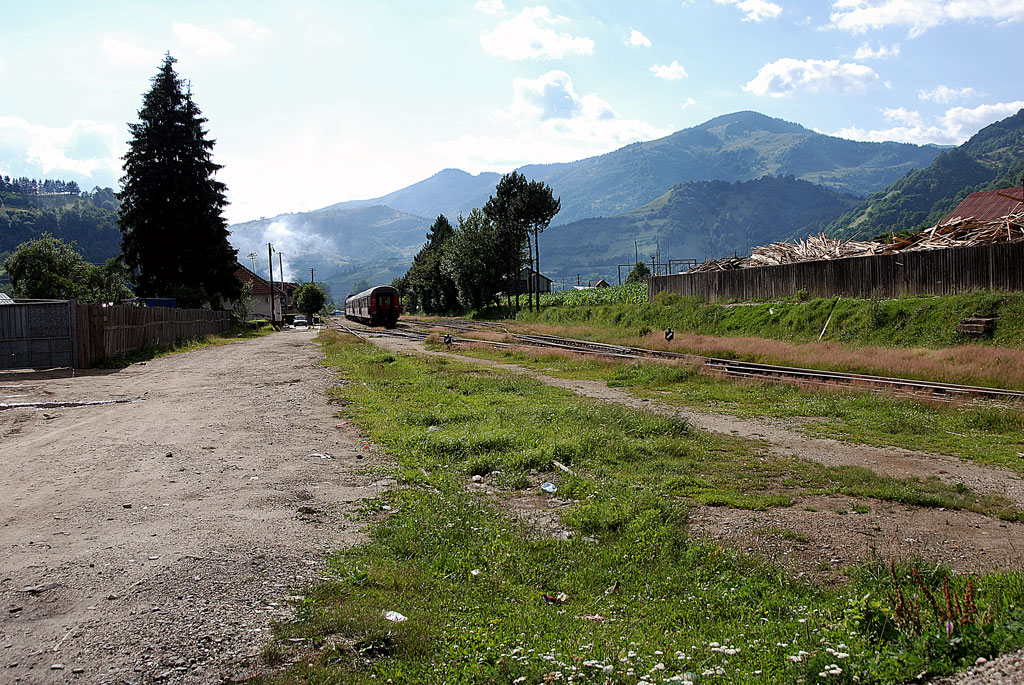
Bahnhof und Rodnaer Gebirge

## Persönlichkeiten
- Florian Porcius (1816–1906), Botaniker, war 1882 Mitglied der Rumänischen Akademie[4]
- Francisc Zavoda (1927–2011), rumänischer Fußballspieler
- Vasile Zavoda (1929–2014), rumänischer Fußballspieler